# Comptonov pojav
Comptonov pojáv [kòmptonov ~] (tudi Comptonovo sípanje) opisuje fizikalni pojav, da nastane pri sipanju kratkovalovnega elektromagnetnega valovanja (rentgenskih žarkov ali žarkov gama) v snovi elektromagnetno valovanje z nekoliko daljšo valovno dolžino. Razlika med valovno dolžino vpadlega in sipanega valovanja je odvisna od kota med vpadnim in sipanim valovanjem, ne pa od snovi. Pojav pojasnimo s prožnim trkom fotona z elektronom iz elektronske ovojnice atoma v snovi. Razlika med energijo vpadlega in sipanega valovanja je kinetična energija elektrona, izbitega iz ovojnice.
Pojav je leta 1923 odkril Arthur Holly Compton in je bil eden ključnih dokazov, da lahko svetlobo obravnavamo kot curek delcev, katerih energija je premo sorazmerna frekvenci svetlobe. Pojav je podrobneje preiskal Comptonov študent na Univerzi v Chicagu Vu Jouksun (Wu Youxun). Za to odkritje je Compton leta 1927 prejel Nobelovo nagrado za fiziko.

## Comptonova enačba
Compton je s kombinacijo treh osnovnih enačb predstavil različne vidike klasične in sodobne fizike, ter z njimi pojasnil kvantno obnašanje svetlobe:
- svetloba ima delčno naravo, kar je nakazala pojasnitev fotoelektričnega pojava,
- relativistična dinamika: posebna teorija relativnosti
- trigonometrija: kosinusni izrek

Povečanje valovne dolžine podaja Comptonova sipalna enačba: 
{\displaystyle \lambda '-\lambda ={\frac {h}{m_{\rm {e}}c}}(1-\cos {\theta })=\lambda _{\rm {C}}(1-\cos {\theta })\!\,,}
kjer je:
- {\displaystyle \lambda \,} valovna dolžina fotona pred sipanjem,
- {\displaystyle \lambda '\,} valovna dolžina po sipanju,
- {\displaystyle m_{\rm {e}}} masa elektrona,
- {\displaystyle \theta \,} kot, za katerega se spremeni smer fotona,
- {\displaystyle h\,} Planckova konstanta in
- {\displaystyle c\,} hitrost svetlobe v vakuumu.

Valovna dolžina: 
{\displaystyle \lambda _{\rm {C}}\equiv \lambda _{\rm {C}}^{\rm {e}}\equiv \lambda _{\rm {e}}={\frac {h}{m_{\rm {e}}c}}=2\pi {\frac {\hbar }{m_{\rm {e}}c}}\ =2,4263102175\cdot 10^{-12}\,{\hbox{m}}}
je znana kot Comptonova valovna dolžina (elektrona). Drugi osnovni delci imajo različno Comptonovo valovno dolžino.